# Sean Dundee
Sean William Dundee (Durban, 7 dicembre 1972) è un ex calciatore sudafricano naturalizzato tedesco, di ruolo attaccante.

## Carriera

### Club
Dopo essere cresciuto calcisticamente in due squadre sudafricane, il Bayview Durban e il D'Alberton Callies, Dundee si trasferisce in Europa nelle file dei Kickers Stoccarda, giocando successivamente nel Ditzingen e nel Karlsruhe. Dopo aver segnato 36 reti in 85 incontri di Bundesliga tedesca, il Liverpool lo acquista per 2 milioni di sterline nell'estate del 1998, collezionando, tuttavia, solamente 5 presenze tra campionato e coppe.
La stagione successiva torna a giocare in Germania, questa volta nelle file dello Stoccarda, dove riprende a giocare regolarmente e, dopo quattro stagioni, si trasferisce all'Austria Vienna. Ritorna poi a giocare in Germania, terminando la carriera calcistica professionistica nel continente africano nelle file degli AmaZulu.
Nel 2013, dopo quattro anni di inattività, torna a giocare a calcio, seppur in ambito dilettantistico: dapprima nel VSV Büchig per due stagioni e, dal 2015 al 2018, per lo FV Grünwinkel.

## Palmarès

### Club

#### Competizioni nazionali
- Supercoppa d'Austria: 1

Austria Vienna: 2003

#### Competizioni internazionali
- Coppa Intertoto UEFA: 3

Karlsruhe: 1996
Stoccarda: 2000, 2002